# Selecció catalana de futbol australià
La selecció catalana de futbol australià és l'equip de jugadors catalans de futbol australià que competeix internacionalment representant Catalunya.
El futbol australià és un dels pocs esports en els quals la selecció catalana pot competir internacionalment de manera oficial. La selecció catalana va debutar a la 1a Copa EU disputada l'any 2005 a Londres, Anglaterra, i va disputar les edicions de 2007, 2008, 2010, 2011, 2013, en que va quedar en darrera posició, i a la que va poder assistir amb una campanya de micromecenatge. i 2014, en què va quedar de nou en darrera posició.
A Catalunya aquest esport s'organitzava al voltant de la Lliga de Futbol Australià de Catalunya (LFAC), reconeguda internacionalment per l'Aussie Rules International i jugada des de 2005, en no existir encara cap Federació Catalana de Futbol Australià. La Lliga catalana fou guanyada per Belfry Valls en 2005, 2006, 2007 i 2009, i Cornellà Bocs en 2008. Els equips van anar desapareixent i en 2013, quan ja no es disputava la lliga, només quedaven els equips de els Llops del Pla de Santa Maria i els Cossetans de Tarragona. Els Andorra Crows, que van participar en la lliga catalana, van ser la base de la selecció andorrana que va participar per única vegada en l'europeu de 2009, en què Catalunya no va participar.